# Conospermum teretifolium
Conospermum teretifolium (лат.) — кустарник, вид рода Коноспермум (Conospermum) семейства Протейные (Proteaceae), эндемик Западной Австралии. Цветёт с августа по январь кремово-белыми цветками.

## Ботаническое описание
Conospermum teretifolium — многоствольный кустарник высотой до 1,5 м. Листья круглые, 4-4,3 см длиной, 0,8-2,5 мм шириной, восходящие, от острых до заострённых. Соцветие в виде сильно разветвлённой метёлки; цветонос 10-35 см длиной; прицветники яйцевидные, 3-5,5 мм длиной, 2-4 мм шириной, коричневые, реснитчатые, остроконечные. Околоцветник кремово-белый; трубка длиной 7-11 мм; лопасти линейные, длиной 9-17 мм, шириной 0,8-1,5 мм, тупые. Плод — орех длиной 2,5-4 мм, шириной 1,5-3 мм; от кремово-коричневого до ржаво-бархатного цвета; волоски по окружности 0,5-5 мм длиной от оранжевого до желтовато-коричневого цвета; центральный пучок отсутствует.

## Таксономия
Впервые этот вид был описан в 1810 году Робертом Броуном в Transactions of the Linnean Society of London по образцу, собранному им в Новой Голландии.

## Распространение и местообитание
Conospermum teretifolium — эндемик Западной Австралии. Встречается вдоль южного побережья в округах Юго-Западный, Большой Южный и Голдфилдс-Эсперанс в Западной Австралии от Албани на восток до Эсперанс, где растёт на песчаных почвах над гранитом или латеритом.